# Jeziora (województwo mazowieckie)
Jeziora – wieś w Polsce położona w województwie mazowieckim, w powiecie grójeckim, w gminie Pniewy. Przez wieś przepływa rzeka Jeziorka, dopływ Wisły.
| SIMC    | Nazwa    | Rodzaj    |
| ------- | -------- | --------- |
| 0631404 | Śreniawa | część wsi |

Wieś była własnością Opactwa Benedyktynów w Płocku, odstąpiona księciu Trojdenowi w 1338 roku.